# Tusionite
La tusionite est une espèce minérale rare, un borate trigonal transparent à translucide, incolore à jaune brun,  de formule chimique : MnSn(BO3)2. Le minéral est composé de 18,86 % de manganèse, de 40,76 % d'étain, de 7,42 % de bore et de 32,96 % d'oxygène. C'est un minéral rare hydrothermal de stade tardif qui se trouve dans les granites à pegmatite dans des cavités miarolitiques.
La tusionite a été nommée d'après la localité où le minéral a été découvert la première fois et décrit en 1983 dans la vallée de la rivière Tusion dans les monts du Pamir au Tadjikistan. La tusionite a également été signalée à Recice en Tchéquie et dans des pegmatites à Thomas Mountain, comté de Riverside en Californie.